# Ammáni római színház
Az ammáni római színház Antoninus Pius római császár uralkodása alatt (138-161) épült a mai Jordánia fővárosában, Ammánban. A létesítmény hatezer ember befogadására volt alkalmas.
A színházat északi irányba tájolták, hogy a nap ne süssön a nézők szemébe. A meredek lépcsősorokat, amelyek egy hegyoldalnak támaszkodnak, horizontálisan három nagyobb egységre (diazóma) tagolták. Az alsó részen, legközelebb a színpadhoz a vagyonosok, felettük a katonaság, legmagasabban pedig az átlagemberek ültek. Az oldalbejáratok a földszinten vannak, az egyik a nézőtérre, a másik a színpadra vezet. A bejáratok mögött található helyiségekben ma múzeumi kiállítások üzemelnek.
Mivel a színházaknak gyakran vallási szerepe is volt, a felső sorok felett egy szentély található, amelyben egykoron Pallasz Athéné szobra állt. A műalkotás most a nemzeti régészeti múzeumban tekinthető meg.
A színház teljes felújítása 1957-ben kezdődött meg. Mivel az építők nem eredeti alapanyagokat használtak, a rekonstrukció egyes részei nem megfelelőek. Mindazonáltal a színházba ismét élet költözött, júliusban és augusztusban szoktak kulturális rendezvényeket tartani benne.

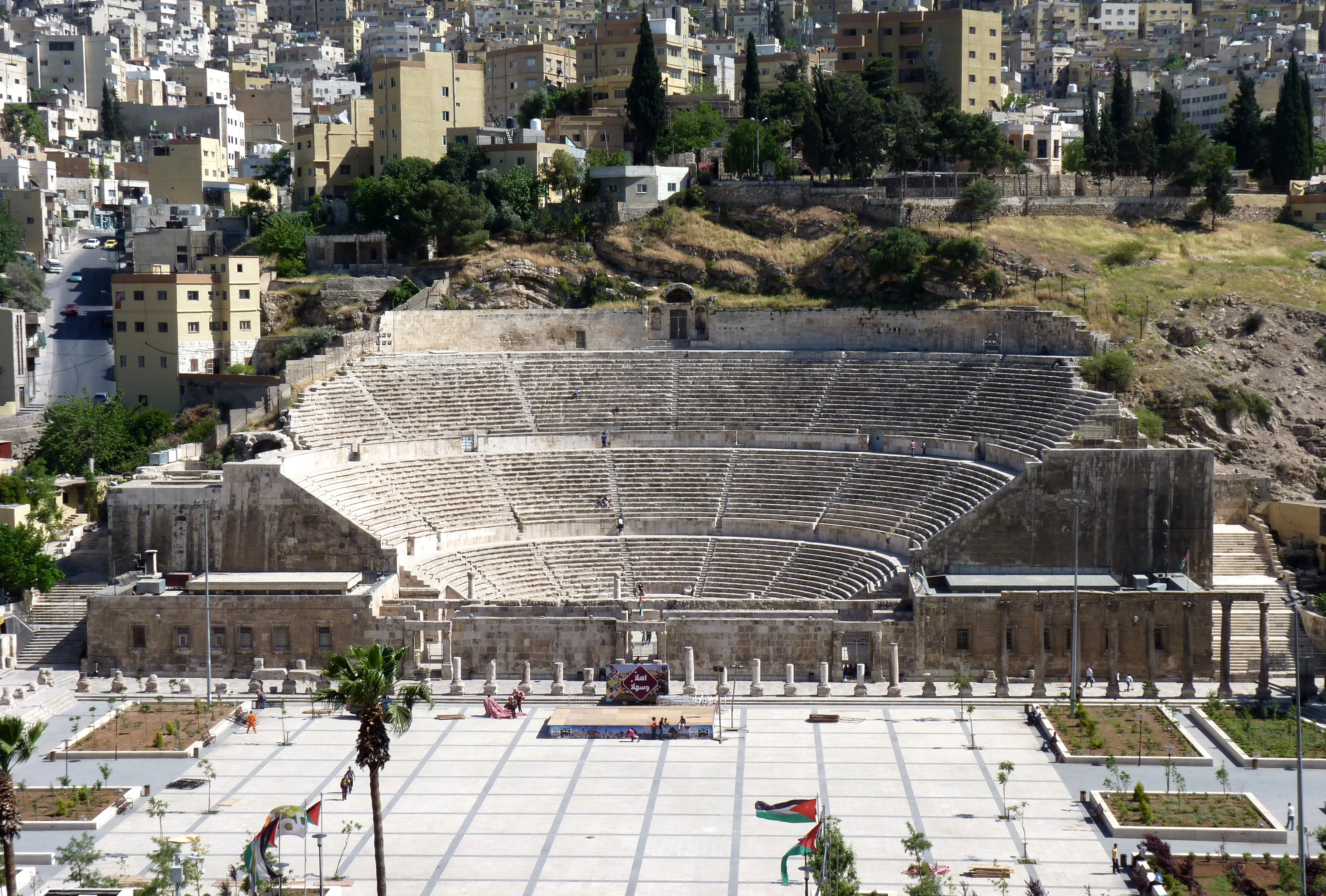
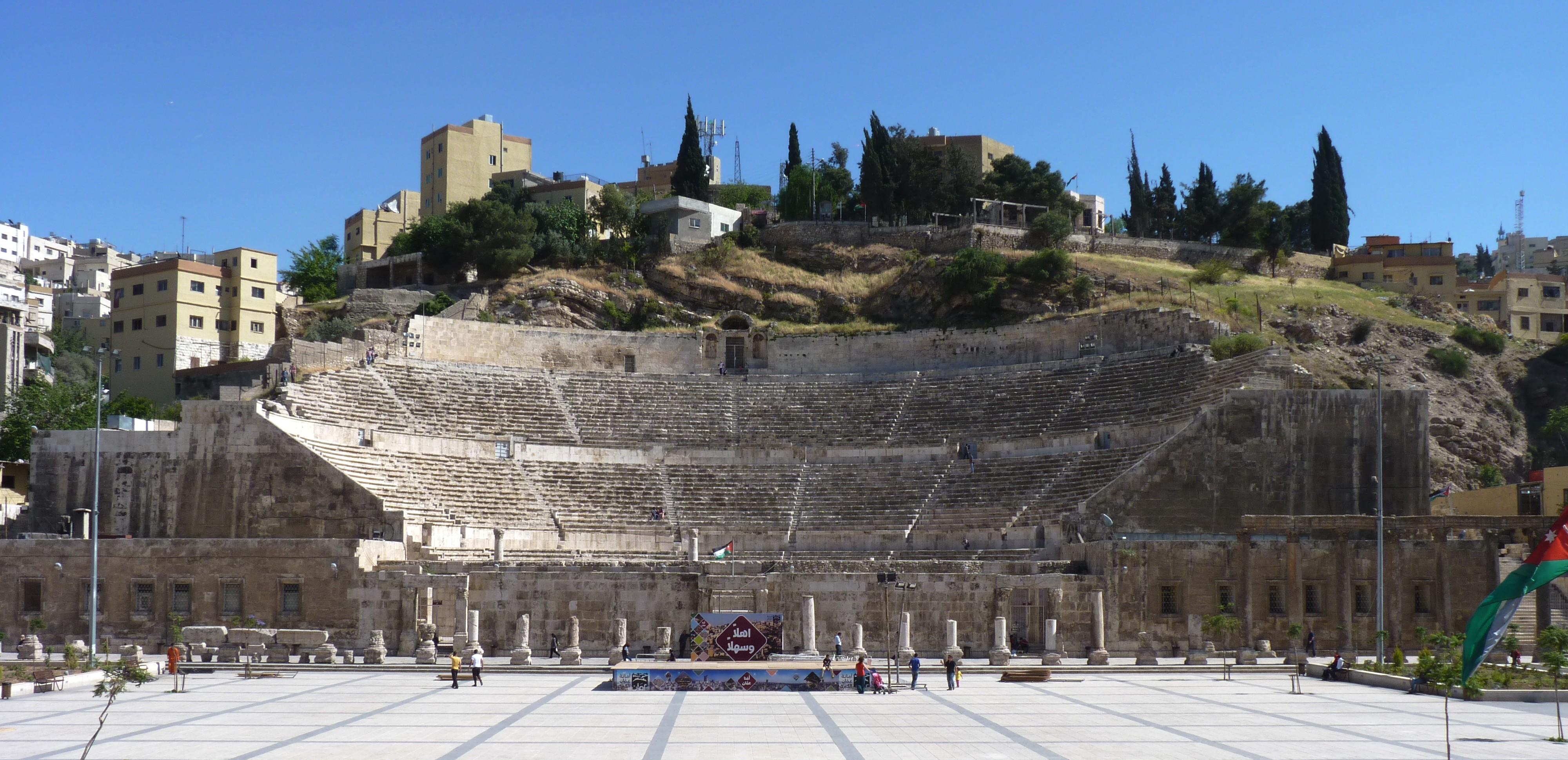
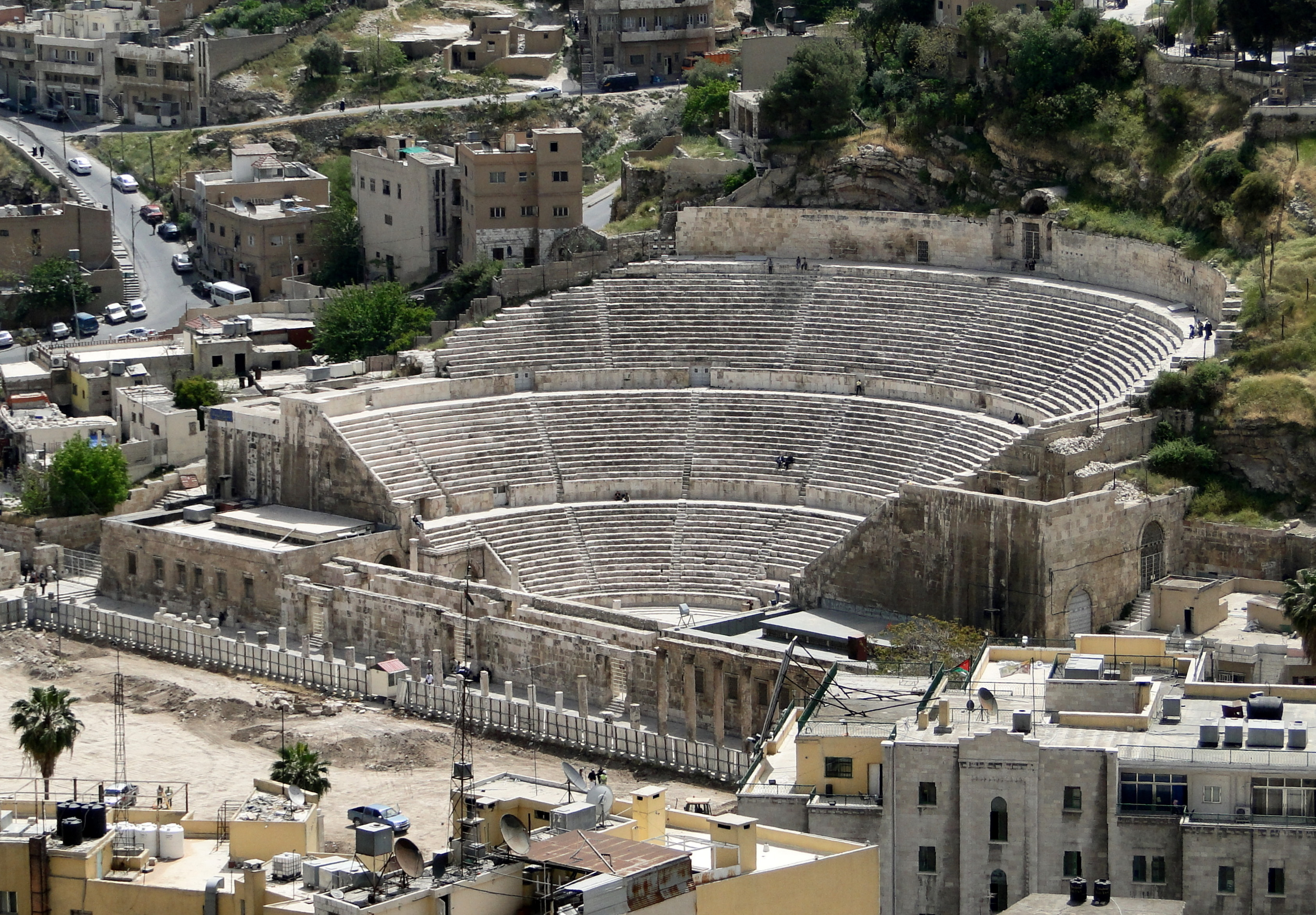

## Fordítás
- Ez a szócikk részben vagy egészben  a   Roman theater (Jordan) című angol Wikipédia-szócikk fordításán alapul.  Az eredeti cikk szerkesztőit annak laptörténete sorolja fel. Ez a jelzés csupán a megfogalmazás eredetét és a szerzői jogokat jelzi, nem szolgál a cikkben szereplő információk forrásmegjelöléseként.